# Drzwi Święte
Drzwi Święte (także: Święte Wrota, Święta Brama; łac. Porta Sancta) – specjalne drzwi otwierane z okazji rozpoczęcia Roku Jubileuszowego w jednej z bazylik większych w Rzymie:
- bazylika św. Piotra na Watykanie,
- bazylika św. Pawła za Murami,
- bazylika św. Jana na Lateranie,
- bazylika Matki Bożej Większej.

W okresie pomiędzy jubileuszami bramy są zamknięte, a w bazylice św. Piotra od wnętrza bazyliki bramę zasłania mur, budowany po zakończeniu poprzedniego, a burzony przed otwarciem następnego roku świętego.
Święta Brama wiąże się z poprzednią tradycją świętowania lat jubileuszowych, kiedy odpust można było uzyskać tylko udając się w pielgrzymkę do Rzymu. Przejście przez bramę symbolizowało więc możliwość otrzymania odpustu. Pierwszy Rok Jubileuszowy obchodzono jeszcze w 1300 r. tylko na Lateranie, jednakże dopiero w roku 1423 otwarto po raz pierwszy Drzwi Święte – w najstarszej bazylice większej Najświętszego Zbawiciela na Lateranie.
Od 1983 r. odpusty udzielane są także poprzez odwiedziny innych większych kościołów na całym świecie, jednakże zwyczaj otwierania bram pozostał.